# Табакки, Одоардо
Одоардо Табакки (итал. Odoardo Tabacchi; 19 декабря 1831, Вальганна — 23 марта 1905, Милан) — итальянский скульптор.

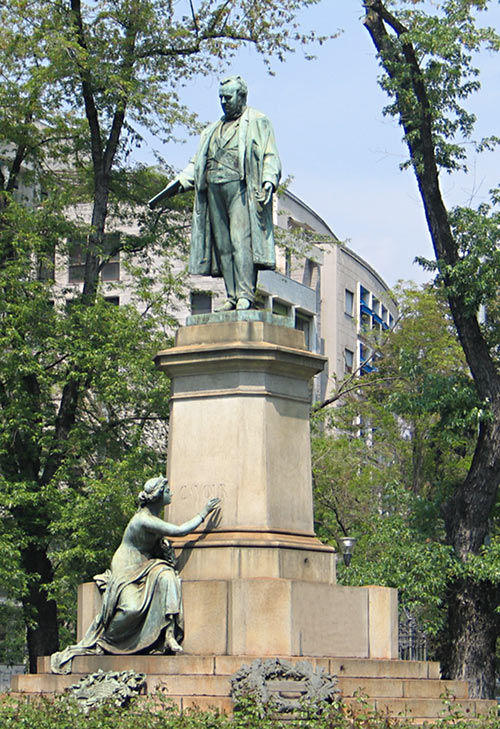
Памятник Кавуру в Милане

C 14 лет жил и работал в Милане, с 1867 года — главным образом в Турине. Ранний этап творчества Табакки отмечен монументальными произведениями — бронзовой статуей Кавура для его миланского памятника (1865, с пьедесталом, украшенным аллегорической фигурой Италии работы Антонио Тантардини), статуей Данте для галереи Виктора Эммануила в Милане, памятником инженеру Палеокапе, созданным к открытию Мон-Сенисского туннеля, мраморной группой «Уго Фосколо и Тереза».
Из поздних работ Табакки хорошо известна и поставлена в нескольких городах кокетливая «Купальщица» (итал. Tuffolina), одетая в трико и бросающаяся в воду. Изображая молодых женщин, Табакки придавал им грациозность и демонстрировал тонкость техники, однако современникам его работы казались излишне чувственными. Впрочем, и в поздние годы Табакки продолжал работать как монументалист, создав, в частности, памятник Виктору Эммануилу II в Падуе и Умберто I в Асти.